# زبان بانجاری
زبان بانجاری زبان بومی مردم بانجار در کالیمانتان جنوبی اندونزی است.
چون شغل بسیاری از بانجاری‌ها تجارت و سفر است، زبان‌شان را به جاهای دیگری در اندونزی و حتی جهان برده‌اند.

نشان ویکی‌پدیای بانجاری با حروف عربی